# Struikwinterkoning
De struikwinterkoning (Xenicus longipes), ook bekend als de mātuhituhi in de Māori taal, was een endemische niet-vliegende zangvogel uit de familie van de rotswinterkoningen die leefde in  Nieuw-Zeeland. Er waren drie ondersoorten op elk van de grote eilanden van Nieuw-Zeeland, het Noordereiland, Zuidereiland en Stewart Eiland en nabijgelegen kleinere eilanden. De soort stierf geleidelijk uit na de introductie van invasieve roofzoogdieren en werd voor het laatst gezien op het Noordereiland in 1955 en op het Zuidereiland in 1968. Er werden pogingen ondernomen om de overgebleven populatie te redden op kleine eilandjes voor de kust van Stewart Island, maar die mislukten uiteindelijk met de dood van de laatst bekende vogels in 1972. De Duitse naturalist Johann Friedrich Gmelin beschreef de struikwinterkoning in 1789.

## Beschrijving
De struikwinterkoning was een kleine zangvogel, 9 centimeter lang en met een gewicht van 16 gram. De vogel kwam voor in bossen en gebieden met stuikgewas en een rotsige ondergrond. In het begin van de twintigste eeuw was het nog een overal voorkomende kleine zangvogel, die net als de andere soorten uit het geslacht Xenicus slechte vliegers waren en voornamelijk hippend en kruipend tussen de rotsen hun voedsel bij elkaar scharrelden.

## Uitsterven
Deze soort was wijdverspreid over de belangrijkste eilanden van het land tot het einde van de 19e eeuw, toen marterachtigen werden geïntroduceerd en zich bij ratten voegden als invasieve roofzoogdieren. Volwassen vogels, hun eieren en jongen waren een gemakkelijke prooi voor deze zoogdieren. De enige authentieke meldingen van de ondersoort van het Noordereiland (Xenicus longipes stokesi) sinds 1900 waren van de zuidelijke Rimutaka Range in 1918 en de Ureweras tot 1955, met waarschijnlijke waarnemingen op 13 juni 1949 bij Lake Waikareiti, en verschillende keren in de eerste helft van de 20e eeuw in de Huiarau Range en van Kapiti Island in 1911. Blijkbaar leefde de laatste populatie in het gebied waar het Te Urewera National Park werd opgericht, net rond de tijd dat de soort uitstierf.
De laatste betrouwbare meldingen van de ondersoort op het Zuidereiland (Xenicus longipes longipes) kwamen uit Arthur's Pass in 1966 en Nelson Lakes National Park in 1968. Sindsdien zijn er een paar onbevestigde meldingen uit Fiordland en Nelson Lakes.
De derde ondersoort Xenicus longipes variabilis kwam voor op Stewart Island/Rakiura en nabijgelegen eilanden. De soort overleefde tot 1951 op Stewart Island, maar is daar waarschijnlijk uitgeroeid door verwilderde katten. Hij leefde op Kotiwhenua (Salomon) Island, waar hij redelijk algemeen was, tot het begin van de jaren 1960. Hij overleefde op het roofdiervrije Big South Cape Island totdat zwarte ratten (Rattus rattus) het eiland in 1964 binnendrongen. De Wildlife Service van Nieuw-Zeeland probeerde de soort te redden door alle vogels die ze konden vangen te herplaatsen. Ze vingen zes vogels en brachten ze over naar Kaimohu Island, waar ze niet overleefden en uiteindelijk in 1972 uitstierven.

## Verspreiding en leefgebied
Deze soort was endemisch op Nieuw-Zeeland en telde 3 ondersoorten:
- X. l. stokesii: Noordereiland.
- X. l. longipes: Zuidereiland.
- X. l. variabilis: de eilanden nabij Stewarteiland.